# 超级大金刚3
《超级大金刚3 神秘的克雷米斯島》（又译作，官方译为，旧译）是一款由Rare公司制作、任天堂发行的冒险类平台遊戲。本游戏于1996年11月22日在北美地区超级任天堂发行。游戏后在Game Boy Advance发行。
遊戲緊隨著大金剛及狄狄剛被捕而開始。遊戲中蒂克斯剛和汀奇剛要解救大金剛與狄狄剛。一共有48个关卡（Game Boy Advance有55个）。
親愛的蒂克斯剛，我和大金剛一起探索島嶼，明天回來！--狄狄剛
《GameRankings》给予本游戏超级任天堂版本86%的分数以及Game Boy Advance 75%的分数。